# Shine more
《shine more》（光芒再現）是安室奈美惠以個人單獨名義在2003年3月5日發行的第23張單曲。

## 簡介
- 與前作《Wishing On The Same Star》相隔約半年的2003年第1彈單曲。本人出演的Mandom「LUCIDO-L PRISM MAGIC HAIR COLOR」的第1彈商業歌曲。B面歌《Drive》自《Did U》後再次由安室本人填詞。
- 《shine more》的CD與廣告版本的編曲有少許不同。
- 開始於SUITE CHIC的活動、由本作開始轉為R&B與Hip-Hop路線。
- 發表新單曲發售情報當時是以《Ride it》為標題與主打曲，但其後《Ride it》更名為《Drive》並成為B面歌，主打歌則改為《shine more》。

## 收錄曲
1. shine more（3:39） 
作詞：H.U.B./作曲：Paul Taylor, Scott Nickoley, Sandra Pires/編曲：Cobra E
2. Drive（4:23） 
作詞：Namie Amuro/作曲：Cherokee, Brion James, Anthony Nance/編曲：Janey Jaz, Cobra E
3. shine more　(Instrumental) （3:40）
4. Drive (Instrumental)（4:24）

## 關連DVD
- PV集『FILMOGRAPHY 2001-2005』

## 外部連結
- 安室奈美惠 avex Official web site（页面存档备份，存于）
- VISION FACTORY Artist Page（页面存档备份，存于）